# Paul Thomas Anderson
Pour les articles homonymes, voir Paul Anderson, Thomas, Anderson et PTA.
Paul Thomas Anderson [pɑl ˈtɑməs ˈændɚsən], parfois désigné par l'abréviation PTA, né le 26 juin 1970 à Los Angeles, dans le quartier de Studio City, est un scénariste, réalisateur et producteur américain. Il a remporté durant sa carrière un BAFTA, et a été nommé à 11 reprises aux Oscars et à trois aux Golden Globes. Il a également remporté le prix de la mise en scène du Festival de Cannes, le Lion d'argent de la Mostra de Venise, et l'Ours d'or et l'Ours d'argent de la Berlinale.
Les films d'Anderson sont souvent des drames psychologiques caractérisés par des représentations de personnages imparfaits et désespérés, des explorations de familles dysfonctionnelles, d'aliénation, de solitude et de rédemption, et un style visuel audacieux qui utilise des plans de caméra en mouvement constant et des plans-séquences. Après ses débuts en tant que réalisateur avec Double Mise (1996), il connaît un succès critique et commercial avec Boogie Nights (1997), et reçoit d'autres distinctions avec Magnolia (1999) et Punch-Drunk Love (2002). Son cinquième film, There Will Be Blood (2007), est souvent cité comme l'un des plus grands du 21e siècle. Il est suivi par The Master (2012), Inherent Vice (2014), Phantom Thread (2017) et Licorice Pizza (2021).
Anderson est connu pour ses collaborations avec le directeur de la photographie Robert Elswit, le costumier Mark Bridges, les compositeurs Jon Brion et Jonny Greenwood, et plusieurs acteurs. Il a réalisé des vidéoclips pour des artistes tels que Brion, Fiona Apple, Haim, Aimee Mann, Joanna Newsom, Michael Penn, Radiohead et The Smile. Il a également réalisé le documentaire Junun (2015) et le court métrage musical Anima (2019).

## Biographie

### Jeunesse et formation
Fils de Ernie Anderson, comédien travaillant à Hollywood, Paul Thomas Anderson est le troisième plus jeune enfant d'une fratrie de neuf. Il a trois sœurs ainsi que cinq demi-frères et demi-sœurs. Il est le seul d'entre eux à avoir poursuivi dans le show-business.
Il fréquente la Buckley school (dont il est exclu pour s'être bagarré et en raison de ses mauvaises notes), la Campbell Hall (école épiscopale) dans la vallée de San Fernando, la Cardinal Cushing à Boston (où il redouble sa seconde), le Montclair College à Reseda (fin du secondaire) et l’Emerson University (pour 2 semestres à étudier l'anglais).
Il reçoit de son père sa première caméra à 12 ans. Il décide très tôt de devenir cinéaste et réalise de nombreux petits films amateurs, parmi lesquels The Dirk Diggler Story — à l'âge de 18 ans — dont il développe l'histoire pour former la trame principale du film Boogie Nights (1997). Pour autant, il refuse le chemin prévu dans une école de cinéma, la pourtant reconnue New York University School, préférant apprendre directement sur le terrain : il quitte celle-ci après deux jours et investit les fonds alloués aux cours pour aller à Los Angeles.

### Débuts comme réalisateur (années 1990)
Il commence à la télévision comme assistant de production sur des téléfilms et des jeux télévisés (expérience qu'il utilise pour Magnolia).
À cette époque il réalise Cigarettes and Coffee, court-métrage avec Philip Baker Hall qui est remarqué dans des festivals et en particulier à celui de Sundance 1993. Cette histoire de personnages qui se croisent dans un café préfigure le thème de la rencontre et le style choral qu'il affectionne par la suite.
Cigarettes and Coffee lui permet d'obtenir le financement pour mettre en route son premier long-métrage, Double mise (Sydney). Ce premier film est présenté au festival de Cannes 1996.

### Révélation critique (1999-2000)
Fort de ce succès et avec des moyens plus importants — un budget de 15 millions de dollars — il reprend le script d'un court-métrage évoquant la carrière d'un acteur de films pornographiques pour réaliser son second long-métrage : Boogie Nights, qui sort en 1997. Le film suit une galerie de personnages impliqués dans l'industrie pornographique californienne de l'âge d'or de la fin des années 1970 au déclin du début des années 1980. On commence alors à comparer son cinéma à celui de Martin Scorsese et Robert Altman. Si les critiques sont parfois sévères (on évoque la prétention et le plagiat), d'autres au contraire relèvent la naissance d'un futur grand cinéaste (Newsweek, New York Times ou Los Angeles Times).
Ce succès lui permet d'enchaîner rapidement avec un nouveau film choral, plus personnel et encore plus ambitieux, sur lequel il a un grand contrôle, tant pour le choix des acteurs que pour le montage, avec une durée peu commune dépassant les trois heures avec le générique. Magnolia sort en décembre 1999, à temps pour concourir aux Oscars, avec la confiance de son distributeur. Le film n'est pas retenu parmi les favoris, obtenant néanmoins trois nominations non converties (scénario, second rôle pour Tom Cruise et musique), mais aussi l'Ours d'Or au festival de Berlin 2000 et surtout la reconnaissance plus générale d'une partie de la profession et des critiques[réf. nécessaire].
Afin de garder le meilleur contrôle possible de ses films, il crée rapidement sa maison de production qu'il nomme Ghoulardi Film Company en hommage au personnage de série B d'horreur que son père, Ernie Anderson, avait créé pour un feuilleton de la télévision de Cleveland.

### Consécration (2001-2007)

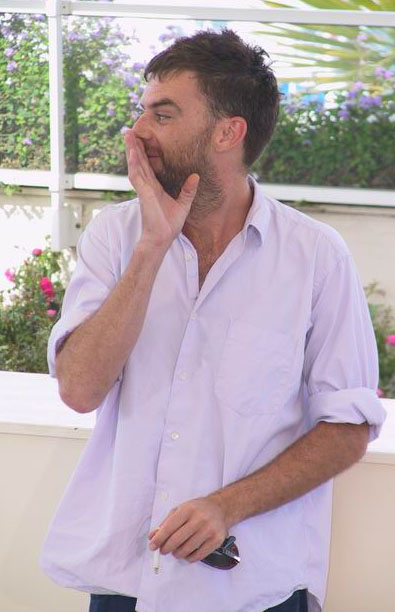
Le cinéaste au festival de Cannes 2002, pour la présentation de Punch-Drunk Love.

En 2002, il change de registre une nouvelle fois, abandonnant le ton amer et le film choral pour la comédie romantique déjantée Punch-Drunk Love, avec Adam Sandler et Emily Watson. La critique en général salue l'originalité de son ton et les surprises de sa mise en scène qui sont couronnées par le prix de la mise en scène au festival de Cannes 2002. Le public est moins enthousiaste et le film échoue en termes de rentabilité (24 millions d'euros de recettes dont 17 millions aux États-Unis pour un budget de 25 millions).
Il accroît son image d'éclectisme en décidant, avec There Will Be Blood, de se tourner vers un western moderne sur le thème de l'exploitation du pétrole. Il y consacre cinq ans de sa vie, dont deux furent nécessaires au financement car les studios doutaient du potentiel du film. Il fait également un grand travail de recherche sur le milieu du pétrole au début du siècle pour préparer le scénario et le tournage. Il obtient en définitive un vrai succès public, des critiques excellentes et convergentes ainsi que la reconnaissance de ses pairs (huit nominations aux Oscars — concrétisées par un Oscar du meilleur acteur pour Daniel Day-Lewis — et une nomination au prix de la Directors Guild of America). Avec ce film, il obtient le statut d'auteur référent aux yeux des critiques. À titre d'illustration, James Christopher, critique cinéma en chef au Times, classe le film en deuxième position de sa liste des cent meilleurs films du monde (derrière Casablanca de Michael Curtiz) et il arrive en tête en nombre de citations dans les listes des 10 meilleurs films de la décennie 2000 établies par plusieurs publications spécialisées.

### Cinéma expérimental (années 2010)
En 2010, il a un projet de film racontant l'ascension d'un chef religieux charismatique dans les années 1950, s'inspirant de la création de l'église de Scientologie. Le film, The Master, a été refusé par Universal en raison de son budget, alors évalué à 35 M€ ; il est repris par un autre studio, Anapurna, pour un tournage à l'été 2010 avec Philip Seymour Hoffman dans le rôle-titre.
En septembre 2010, le film est temporairement ajourné et PTA se lance alors dans la préparation de l'adaptation de Vice caché, roman de Thomas Pynchon.

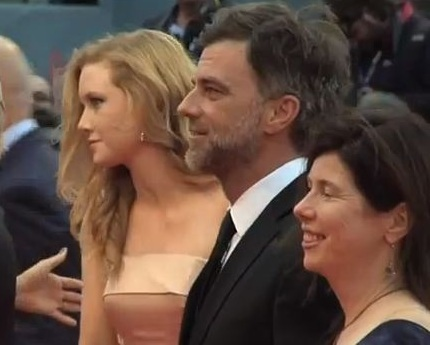
Le cinéaste en 2012, pour la présentation de The Master.

Le tournage de The Master débute finalement en juin 2011 pour une sortie fixée au 12 octobre 2012 aux États-Unis (et une sortie française début 2013). Le film est présenté en avant-première au Festival de Venise et y est récompensé pour sa mise en scène et son interprétation. Paul Thomas Anderson devient le premier cinéaste à remporter le prix de la réalisation dans les trois principaux festivals européens. La critique loue encore globalement une forme originale et très maîtrisée en ligne avec l'impression déjà laissée par son précédent film, mais de façon moins unanime.
Il enchaîne en 2014 avec Inherent Vice un projet encore plus expérimental, avec Joaquin Phoenix dans le rôle-titre secondé par une galerie de stars hollywoodiennes comme Josh Brolin, Benicio del Toro, Katherine Waterston, Reese Witherspoon, Owen Wilson, Martin Short ou encore Eric Roberts.
En 2017, il retrouve Daniel Day-Lewis pour le drame Phantom Thread. Le film est un succès et obtient de nombreuses nominations aux Oscars en 2018.

### Retour aux sources et grands projets (années 2020)
En 2020, alors en pleine pandémie de Covid-19, Paul Thomas Anderson retrouve les chemins de la réalisation avec un nouveau film, Licorice Pizza. Centré autour de la rencontre et des péripéties d'un enfant-star et d'une jeune assistante d'un photographe dans la vallée de San Fernando au début des années 70, le film met en scène Cooper Hoffman - fils du regretté Philip Seymour Hoffman - et Alana Haim.
Au début de l'année 2024, il est annoncé que le prochain long métrage de Paul Thomas Anderson sera produit par Warner Bros. Décrit comme le projet le plus cher et le plus commercial de la carrière du cinéaste, le film réunit Leonardo DiCaprio, Benicio del Toro, Regina Hall, Sean Penn, Teyana Taylor et Chase Infiniti. Intitulé Une bataille après l'autre (One Battle After Another), il s'agit d'une adaptation libre du roman Vineland de Thomas Pynchon, oeuvre que le cinéaste cherchait à porter à l'écran depuis plusieurs années. La sortie est prévue en septembre 2025.

### Vie privée
Paul Thomas Anderson et la chanteuse Fiona Apple ont eu une relation pendant plusieurs années ; elle apparait à ce titre dans le making-of du DVD de Magnolia. Paul Thomas Anderson réalise en outre plusieurs clips de la chanteuse.
Depuis, il vit à Los Angeles avec l'une des comédiennes révélées par l'émission Saturday Night Live, Maya Rudolph, avec qui il a trois filles (Pearl née le 15 octobre 2005, Lucille le 6 novembre 2009 et Minnie Ida en 2013) et un garçon (Jack né le 3 juillet 2011). Il a co-écrit et mis en scène un spectacle comique joué par Maya Rudolph en duo avec Fred Armisen, présenté les 5 et 6 août 2008 au Largo Theater de Los Angeles.

## Réputation
Très tôt, Paul Thomas Anderson fait preuve d'un fort caractère pour s'imposer en société, et faire valoir son opinion en dépit de l'adversité. Ce trait de caractère s'illustre notamment par son intransigeance à maintenir ses choix artistiques face aux demandes des studios qui le sommaient de revoir le montage de ses deux premiers films, jugés excessivement longs[réf. nécessaire].
Il a acquis la réputation d'être impétueux et égocentrique, comme le montre la biographie écrite par Sharon Waxman, Les Six Samouraïs : Hollywood somnolait, ils l’ont réveillé ! Dans ce livre, John Lyons, ancien directeur de casting devenu son producteur, confie que « les gens ne supportaient pas son manque d'humilité. »
Depuis longtemps, il fait montre d'une grande confiance en lui. Évoquant leur première rencontre au festival du film de Sundance en 1993, John Lyons dit de lui : « J'ai été très surpris de découvrir autant d'assurance chez un garçon de son âge, même pour un réalisateur. Il possédait un savoir-faire et une assurance à toute épreuve. » Michel Satter, directrice de la programmation du festival de Sundance indique qu’« il est rare de rencontrer quelqu'un qui vous tape littéralement dans l'œil, qui a cette petite étincelle, cette imagination débordante, une originalité folle et une assurance incroyable. »
Il a la réputation d'être perfectionniste lors de la préparation et du tournage de ses films, pour lesquels il fait des recherches minutieuses. Mais il n'hésite pas à se mettre en colère sur les tournages et peut avoir une attitude détestable lorsqu'il est concentré sur son travail de réalisation. Une collaboratrice sur le tournage de Boogie Nights précise qu’« il pouvait être très en colère, abusif, et insulter copieusement tout le monde. »

## Œuvre

### Double Mise
Il s'agit d'une adaptation du court-métrage Cigarettes and Coffee qu'il réalisa en 1993, également connue sous le nom de Sydney et de Hard Eight. C'est au festival de Sundance qu'il rencontre Robert Jones, un producteur anglais qui réunit les 3 millions de dollars nécessaires au tournage. Le film met deux ans à se monter ; Paul Thomas Anderson refuse de changer le casting qu'il a déjà prévu alors qu'on lui suggère d'engager des acteurs plus connus, et doit s'adapter à l'emploi du temps de Gwyneth Paltrow occupée sur le tournage de Seven (de David Fincher).
Un conflit important naît entre Paul Thomas Anderson, qui insiste pour faire de son film une méditation sur l'échec, et ses producteurs qui souhaitent mettre l'accent sur le côté « film noir ». Le film est rebaptisé Hard Eight sans l'accord du réalisateur. C'est sous ce titre mais dans la version voulue par le réalisateur que le film est présenté, rencontrant un succès d'estime au festival de Cannes (section « parallèle »). Les producteurs décident alors de garder la version de Paul Thomas Anderson. Mais, finalement, la version exploitée en salle sera raccourcie et le héros, Sydney, n'y meurt plus.
À 18 ans, Anderson avait été marqué par le personnage joué par Philip Baker Hall dans Midnight Run de Martin Brest (1988). Il y jouait le conseiller d'un Parrain de Las Vegas nommé Sidney. Il le rencontra sur un tournage pour la télévision auquel il participait.

### Boogie Nights
Boogie Nights fait écho à un court métrage que Paul Thomas Anderson a réalisé à 17 ans, The Dirk Diggler Story, un documentaire fictif sur un acteur de films pornographiques. Filmé en vidéo, ce court métrage est constitué de fausses interviews de personnages évoquant l'acteur imaginaire. Le personnage de Dirk Diggler est directement inspiré de l'acteur John Holmes et permet à son auteur de dresser le panorama d'une industrie qui l'a longtemps fasciné pendant son adolescence.
Dirk Diggler est le pseudonyme que prend également le héros de Boogie Nights. Il ne s'agit plus ici d'avoir le regard de plusieurs personnages pour former une idée kaléidoscopique d'un seul, mais de présenter plusieurs personnages pour donner une vision globale d'une communauté. Au-delà du microcosme qui y est présenté, c'est un film ambitieux dans le sens où il raconte à la fois une époque (1977-1984), un business et des destinées personnelles.
Le film sort dans une version raccourcie de quelque 40 secondes pour obtenir un agrément restricted. Les producteurs souhaitaient une diminution plus nette de la durée de 2h36 qu'ils jugeaient pénalisante pour son exploitation. Cela ne gêne finalement pas son accueil par le public et la critique : le film est un succès commercial et reçoit quelques récompenses de premier plan (trois nominations aux Oscars et un prix du nouveau réalisateur par la Boston Society of Film Critics).

### Magnolia
L'impact de Boogie Nights est tel que les producteurs de la New Line achètent une option sur le nouveau script de Paul Thomas Anderson sans l'avoir lu. Pourtant le script de Boogie Nights les avait effrayés par sa longueur ; celui de Magnolia est encore plus long (190 pages). Malgré les pressions, il refuse de couper. « Le script fait 190 pages. Le film dure trois heures. Et c'est le film que je veux faire », déclare-t-il à son producteur.
Le feu vert pour le film est donné, sous réserve que Tom Cruise, pour qui un rôle a été spécialement écrit à sa demande, fasse partie du casting, et que le film dure moins de trois heures. La première condition permet au film d'être monté facilement ; la deuxième condition n'est pas respectée, Paul Thomas Anderson usant de son droit au final cut pour, une fois encore, résister aux pressions. Toutefois, il accepte d'en réduire la durée, de sa propre initiative, après une présentation à un premier public (il n'y eut ni questionnaire, ni interview à l'issue de la projection, conformément à ce que prévoyait le contrat du réalisateur). Ce n'est qu'en 2004 qu'il reconnaît qu'avec le recul le film lui paraît trop long de dix minutes.
Le titre évoque à la fois les pétales de la fleur du même nom, symbolisant l'enchevêtrement d'histoires et de personnages pour former un tout cohérent, et le nom de la rue principale de San Fernando Valley, dans la banlieue de Los Angeles, où se déroule le film et qui était alors le lieu de résidence du réalisateur.
Le récit fait écho à sa propre vie : son père est mort d'un cancer l'année précédant le tournage, comme le personnage d'Earl Partridge joué par Jason Robards, qui tente de renouer avec son fils, joué par Tom Cruise (un autre personnage, l'animateur Jimmy Gator, est également atteint d'un cancer, et tente de façon similaire de renouer avec sa fille).
La sortie est planifiée en toute fin d'année, dans une combinaison qui a été élargie afin que le film puisse être en lice pour les nominations aux Oscars[réf. nécessaire]. Si le film est très bien accueilli par les critiques (et au festival de Berlin, qui lui décerne l'Ours d'or), il subit un échec en salles, en ne faisant que 22 millions de dollars de recettes aux États-Unis. La promotion ne bénéficie pas pleinement de la présence de Tom Cruise, qui était protégé de la pression faisant suite[pas clair] à sa séparation d'avec Nicole Kidman.

### Punch-Drunk Love

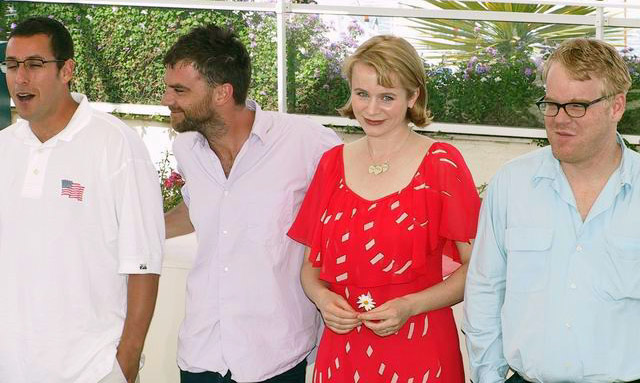
L'équipe du film à Cannes.

Punch-Drunk Love est le quatrième film d'Anderson. Il écrit le film en pensant dès le début à Adam Sandler pour jouer le rôle principal. L'action se passe dans la vallée de San Francisco. Sa durée (97 min) est nettement inférieure à celle de ses précédentes réalisations. Il s'agit d'une comédie sentimentale narrant la rencontre d'un petit entrepreneur célibataire, timide et complexé, avec une jeune femme mystérieuse.
Pour une comédie sentimentale, Paul Thomas Anderson utilise un ton innovant, quelque peu onirique tant dans la forme que le fond de certaines scènes. La musique de Jon Brion est en accord avec la mise en scène, visant à créer un patchwork d'images qui retranscrivent l'expérience subjective du héros, plutôt que des séquences strictement réalistes qui constituaient les films précédents du réalisateur (à l'exception de la fin de Magnolia). À titre d'illustration, on peut citer la scène du baiser dont est tirée l'affiche du film avec ses figurants en ombres chinoises, ou les interludes de couleurs, ou encore l'apparition inexpliquée d'un harmonium. En outre, le réalisateur a recours au CinemaScope (format 2,35:1) pour donner plus d'ampleur à la démesure de l'amour-fou qui envahit le héros[réf. nécessaire].
À l'inverse, la manie du personnage à collectionner les bons de réduction s'inspire d'un fait réel relaté par Time magazine en 2000 : un ingénieur civil californien a acheté 12 150 produits pour une valeur totale de 3 000 $ lui permettant d'acquérir ainsi 1 250 000 miles sur une compagnie aérienne. De même, les sept sœurs du héros sont inspirées de sa propre famille : il a 5 sœurs ou demi-sœurs.
À la sortie, les critiques ont rapproché le côté lunaire et décalé du héros du personnage de M. Hulot de Jacques Tati, ce qui peut étonner dans une filmographie constituée jusque là de personnages réalistes et noirs. On retrouve toutefois ce type de personnage avec celui interprété par Philip Seymour Hoffman. Autre lien avec un film précédent du réalisateur : la chambre d'hôtel à Hawaï est la même que celle citée par le patron de Buck dans Boogie Nights.
La critique a été globalement favorable, notamment en ce qui concerne la mise en scène et le ton novateur pour ce type de film. Si la majorité a totalement adhéré (L'Express, Le Point, Le Figaro, Le Monde…), certaines publications ont estimé que le film avait du mal à maintenir l'intérêt sur la durée (Télérama, Libération, L'Humanité) ou qu'il n'allait pas assez loin dans la folie (Les Inrockuptibles, Les Cahiers du Cinéma).

### There Will Be Blood

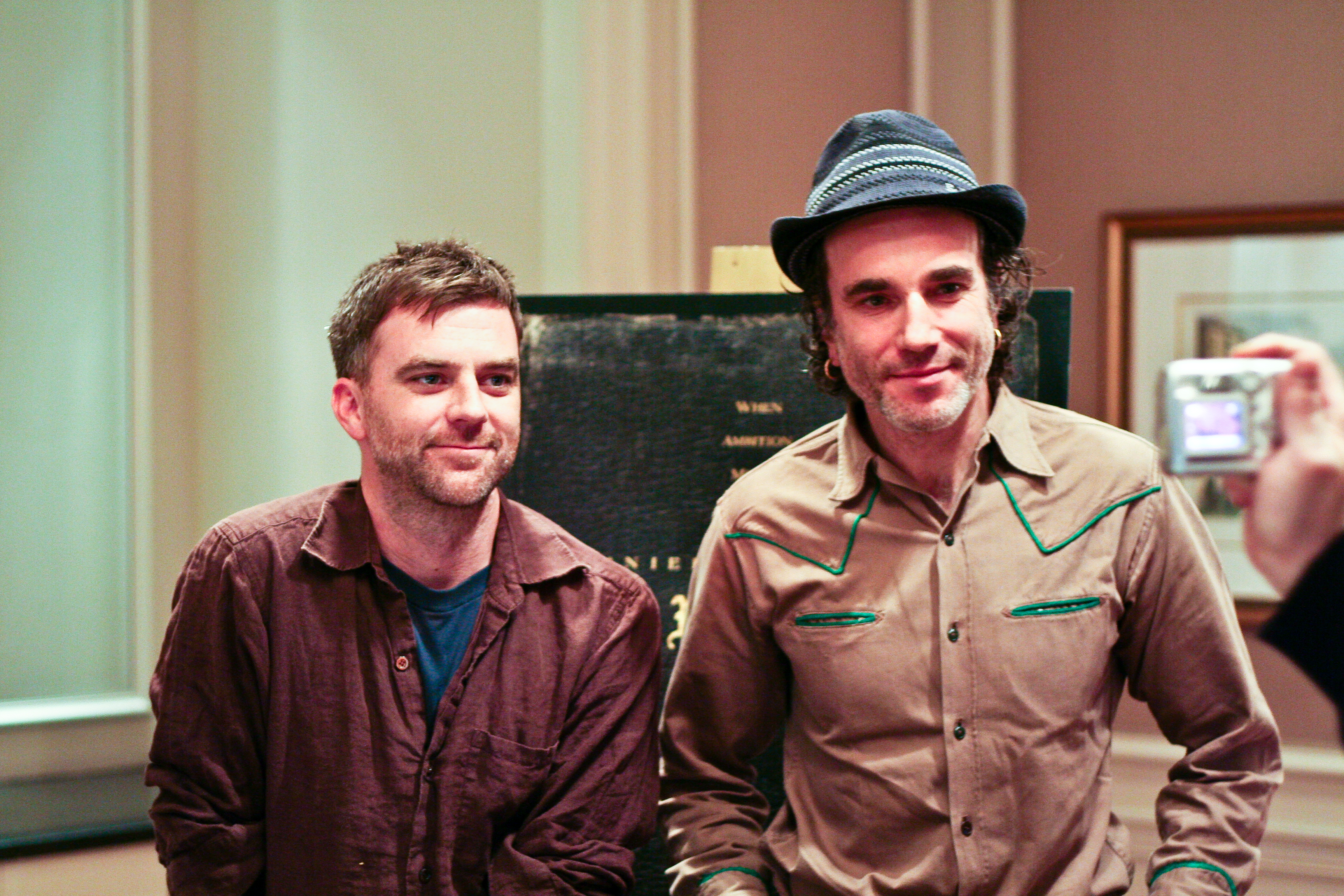
PTA et Daniel Day-Lewis.

Pour la première fois, Paul Thomas Anderson s'inspire ouvertement d'un livre (le début du roman Oil de Upton Sinclair paru en 1927). On retrouve néanmoins deux éléments propres au réalisateur : la réussite d'un caractère fort et intransigeant, et la relation difficile entre un père et un fils.
On constate un parti-pris de mise en scène particulier, avec une approche semi-documentaire et une absence totale de dialogue pendant le premier quart d'heure, de même qu'une bande-son peu conventionnelle. Le choix d'un anti-héros misanthrope et peu avenant est également une audace par rapport au cinéma commercial traditionnel.
Le film reçoit un accueil très positif, de nombreux critiques n'hésitant pas à le qualifier de classique dès sa sortie (Le Monde, Première, Positif, Libération, L'Humanité). Les remarques relatives à une mise en scène jugée tapageuse, parfois présentes dans les critiques de ses précédents films, ont disparu. Il est l'un des favoris aux Oscars, mais est finalement devancé par No Country for Old Men des Frères Coen, qui, coïncidence, a été tourné au même moment dans la même région du Texas. Daniel Day-Lewis est récompensé par un Oscar et un Bafta du meilleur acteur, marquant les qualités de Paul Thomas Anderson pour la direction d'acteur après les performances déjà remarquées de Mark Wahlberg (Boogie Nights), Tom Cruise (Magnolia) et Adam Sandler (Punch-Drunk Love).

### The Master
Deuxième film d'époque de suite pour Paul Thomas Anderson, The Master raconte une période de la vie de Freddie, ancien soldat, désormais vagabond et dépendant de ses propres « potions », qui rencontre un personnage charismatique, « le Maître », et sa communauté.
Derrière cette histoire, c'est le monde d'un gourou et de son influence sectaire qui est décrit. Les références inavouées à l'histoire de l'Église de la scientologie (le récit étant librement inspiré de la vie de L. Ron Hubbard, son fondateur) ont prêté à polémique, même si à aucun moment ce mouvement n'est cité.
Le film retrouve l'aspect formel très maîtrisé de son film précédent (ambiance et décors) et permet également de présenter des personnages au caractère fort ou atypique, ce qui est propice à la performance d'acteur. Ce n'est pas la communauté mais les deux figures liées par un rapport mentor/disciple qui forment le centre narratif du film. Dans ce sens, et même si c'est à nouveau un scénario original écrit par le cinéaste, il poursuit la tendance artistique initiée avec There Will Be Blood.
La réputation du film au moment des premières projections est très bonne, mais faiblit par la suite tout en restant globalement positive. En revanche, la performance des acteurs est largement saluée, et Joaquin Phoenix, Philip Seymour Hoffman et Amy Adams reçoivent de nombreuses nominations et prix.

### Inherent Vice
Paul Thomas Anderson reste dans sa tendance qui se dessine depuis There will be blood : s'inspirer d'un fait ou d'une période historique pour mieux évoquer une façon décalée de vivre dans son temps. La forme rejoint le fond et le film s'éloigne par moments des standards conventionnels de narration (distorsion du temps, faux rythme, atmosphère…[réf. nécessaire]). La réalisation paraît attacher volontairement moins d'importance aux aspects formels, tout en préservant le souci de l'effet produit et le respect des canons de l'époque décrite.
Même si l'accueil des critiques (72 % sur Rotten Tomatoes) et du public (7,1 sur IMDB) est globalement positif, le film reçoit un accueil en moyenne moins bon que les films précédents. C'est surtout le scénario qui est mis en avant, le film gagnant finalement peu de prix et accessits par rapport au reste de sa filmographie (une nomination aux Golden Globes et deux aux Oscars).

### Phantom Thread
Retrouvant Daniel Day-Lewis après leur collaboration sur There will be blood, Paul Thomas Anderson signe à nouveau un film en costumes : le Londres des années 1950 abrite un drame amoureux où un créateur (le couturier Reynolds Woodcock) et sa muse rejouent le mythe de Pygmalion. Extrêmement formels et précis, la réalisation et le style de production rendent hommage aux artisans d'antan tout en y adjoignant la modernité d'une mise en abyme, avec un effet de retournement surprenant et très contemporain : l'inversion des rapports de force homme/femme (à noter que la réalisation du film a été achevée avant le début des mouvements MeToo et TimesUp).
Le film est salué par la critique : « Chef-d'œuvre » selon Le Monde, « étrange et splendide » selon Libération, il obtient en outre un taux de 91 % de critiques positives sur l'agrégateur Rotten Tomatoes, soit autant que There will be blood, et une note moyenne de 90/100 sur Metacritic. L'accueil public est toutefois plus mitigé, avec un score spécifique de 70 % sur Rotten Tomatoes et une note moyenne de 7,6/10 sur Internet Movie Database.

### Licorice Pizza
Se situant dans les années 1970, ce film suit la rencontre et les aventures de Gary, un jeune acteur célèbre, et d'Alana, assistante d'un photographe. Il permet à Paul Thomas Anderson de retrouver la vallée de San Fernando, lieu de tournage de trois autres de ses films. Cooper Hoffman (le fils de Philip Seymour Hoffman), Alana Haim, Bradley Cooper, Sean Penn et Benny Safdie composent le casting.
Le film sort fin 2021 aux États-Unis et début 2022 en France.

### Une bataille après l'autre
Librement adapté de Vineland du romancier Thomas Pynchon, Une bataille après l'autre (One Battle After Another) met en scène Leonardo DiCaprio, Regina Hall, Sean Penn et Teyana Taylor. Avec un budget d'environ 140 millions de dollars, il s'agit du film le plus cher et le plus commercial de la carrière de Paul Thomas Anderson. La sortie est prévue en 2025.

## Style et thèmes
Paul Thomas Anderson est assimilé à une génération de cinéastes apparus dans les années 1990 : Steven Soderbergh, Quentin Tarantino, Spike Jonze, David O. Russell et David Fincher. Leurs styles sont différents, mais ils ont intégré les nouveaux codes de l'image et du son (notamment l'esthétique des vidéoclips musicaux) au cinéma du début des années 2000 bien qu'ils soient des autodidactes de la réalisation. Tous ces auteurs ne se sont pas formés dans des écoles de cinéma, mais en faisant des films. PTA est le plus jeune de ces six cinéastes.

### Genre
Ses films « choraux » à multiples personnages et multiples intrigues entremêlées (Boogie Nights et Magnolia) sont emblématiques du style qui l'a rendu célèbre. Son cinéma se caractérise pourtant par son approche de genres variés et de films qui se détachent nettement de ce genre (There Will Be Blood, Double mise).

### Style
Il démontre à partir de son deuxième film une capacité à offrir un ton innovant et une mise en scène inventive, dont Punch-Drunk Love est une bonne illustration dans le genre pourtant codifié du film romantique. Il affectionne notamment les plans-séquences (les trois premières minutes de Boogie Nights par exemple, ou l'arrivée au studio de télévision dans Magnolia). Sa façon de filmer est caractéristique : travellings filmés très bas, zooms lents, symbiose image et musique.
Attaché au caractère cinématographique de l'image, il reste longtemps fidèle au format 2,35:1 en 35 mm, depuis son premier film, Double mise. À partir de The Master il passera au format 1.85:1.
Il aime également à jouer avec les sons et la musique. Il est attentif à ce que la bande-son vienne enrichir l'image et évite la redondance :
- La bande-son ancrée dans les années 1970 et 1980 de Boogie Nights marque certes l'époque qu'elle définit, mais elle apporte en outre un regard décalé sur ses protagonistes à la fois au sommet d'une éphémère gloire et déjà ringards.
- La musique d'Aimee Mann a inspiré l'écriture de Magnolia (elle est l'auteur de neuf chansons de la bande originale). Certains dialogues sont tirés de ses chansons (« À présent que nous nous sommes rencontrés, est-ce que ça t'embêterait qu'on ne se revoie plus jamais ? » est sur la chanson Deathly). Le refrain de la chanson Wise Up est chanté à l'écran par les personnages dans le film, isolément mais en simultané, mettant ainsi l'accent sur l'imbrication fortuite de leurs destinées.
- Dans Punch-Drunk Love, la musique est une mélodie, bien éloignée des bande-sons accompagnant habituellement les comédies romantiques ; elle relève dans ce film souvent davantage de l'ambiance sonore que de la musique de film. Cette bande-son omniprésente fait écho à l'esprit bouillonnant du héros.
- C'est également une ambiance sonore que représente la bande-son lancinante de There Will Be Blood. Elle souligne l'aridité de l'environnement et du caractère du héros.

Paul Thomas Anderson s'est construit une équipe de collaborateurs fidèles de film en film. Ainsi jusqu'à The Master, tous ses films avaient pour directeur de la photographie Robert Elswit. Amy Wells est chargé de la décoration pour The Master et Inherent Vice. Cassandra Kulukundis dirige le casting de tous ses films depuis Magnolia. Mark Bridges s'occupe des costumes depuis Double mise.

### Thèmes
Le thème de la relation familiale dans une famille (Magnolia, Punch-Drunk Love et There Will Be Blood) ou une communauté — qui représente une famille reconstituée — (Boogie Nights et Double mise) est au centre de ses thématiques. Ainsi on retrouve dans ses films les difficultés de communication qu'il a eu avec son père (Magnolia) et surtout sa mère (Boogie Nights). Il creuse également le thème de la famille de substitution.
Attaché à cette valeur de la communauté, il aime tourner avec les mêmes comédiens. Les acteurs récurrents de sa filmographie sont :
- Philip Baker Hall : Cigarettes and Coffee, Double mise, Boogie Nights, Magnolia
- Philip Seymour Hoffman : Double mise, Boogie Nights, Magnolia, Punch-Drunk Love, The Master
- John C. Reilly : Double mise, Boogie Nights, Magnolia (et une apparition dans le spectacle au Largo Theater en août 2008)
- Melora Walters : Double mise, Boogie Nights, Magnolia
- Luis Guzmán : Boogie Nights, Magnolia, Punch-Drunk Love
- William H. Macy : Boogie Nights, Magnolia
- Alfred Molina : Boogie Nights, Magnolia
- Julianne Moore : Boogie Nights, Magnolia
- Joaquin Phoenix : The Master, Inherent Vice
- Daniel Day-Lewis : There Will Be Blood, Phantom Thread
- Sean Penn : Licorice Pizza, Une bataille après l'autre
- Alana Haim : Licorice Pizza, Une bataille après l'autre

There Will Be Blood se caractérise par l'absence de quasiment tous ces acteurs dans sa distribution. Le film évoque justement le destin d'un homme solitaire. Mais il reprend néanmoins un thème récurrent des films de PTA : la colère refoulée qui doit s'exprimer. Elle est annoncée dès le titre de There Will Be Blood (se référant également au pétrole, qualifié symboliquement de « sang de la Terre » dans la culture populaire) et s'accomplit dans la dernière scène du film. Elle fait écho à celle du personnage joué par Tom Cruise dans Magnolia et celles des héros plus timorés de Punch-Drunk Love et Boogie Nights.
Il a également une attirance pour la description de la fatalité (à l'image du titre prophétique de There Will Be Blood) qui peut prendre une forme divine (par exemple les grenouilles à la fin de Magnolia qui font référence à l'Exode [8:2]). Des événements extraordinaires volontairement inexpliqués et des héros désorientés dans un monde cruel sont également récurrents (PTA commente assez peu lui-même le sens de ses films : « Oh, how I hate it, when directors are supposed to explain their films »). Le prologue de Magnolia insiste sur l'existence de coïncidences étonnantes et réelles (inspiré d'un livre de Charles Fort, Fortean times).
On constate une récurrence forte des personnages désespérés, touchés par le regret, la solitude ou une forme d'aliénation.

## Influences

### Jonathan Demme
Quand on demande à Paul Thomas Anderson sa plus grande influence, il répond Jonathan Demme,. Il n'hésite pas non plus à le citer comme son réalisateur préféré.
Parmi les films qui ont inspiré Boogie Nights, il cite Melvin and Howard de Jonathan Demme. C'est notamment en voyant Le Silence des agneaux qu'il a saisi le type de gros plan qu'il affectionne depuis.
À l'inverse, Jonathan Demme n'hésite pas à dire que Boogie Nights l'a influencé et reconnaît que PTA est intervenu dans l'élaboration de son film Rachel se marie.

### Robert Altman
P.T. Anderson et Robert Altman ont un univers commun et une sensibilité qu’eux-mêmes reconnaissent proches. Mais leurs propos connaissent des différences profondes.
Anderson était, après seulement quatre films, déjà considéré comme l’un des plus talentueux réalisateurs anglophones, dépassant le stade des talents prometteurs. Le prix de la mise en scène gagné avec Punch-Drunk Love à Cannes en 2002, deux ans après un Ours d’or à Berlin pour Magnolia, confirmait ce nouveau statut. Le cinéma de P.T. Anderson a lui-même déjà influencé bon nombre de jeunes cinéastes doués (à commencer par Richard Kelly et son Donnie Darko). Il a aussi beaucoup impressionné Robert Altman qu'il a bien connu de 1998 jusqu'à sa mort en 2006.
Le respect entre les deux hommes est réel. Anderson revendique sa filiation avec Robert Altman (« Il n'y a pas moyen d'échapper à son influence. Il est l'une des meilleures choses qui soient arrivées au cinéma » ; « À ce jour, je ne pense pas avoir encore digéré tout ce qu'il m'a appris »). D’ailleurs, Hard Eight est un film sur un duo de joueurs comme Les Flambeurs (California split – 1974). Magnolia est assurément un hommage à ses films polyphoniques : Nashville (1975), Un mariage (1978), The player (1992), Short cuts (1993) et Prêt-à-porter (1994). Boogie nights (1997) peut être considéré comme le M.A.S.H. (1969) de P.T. Anderson, c’est-à-dire un regard ironique et cruel, 20 ans après, sur la nature humaine dans un environnement hostile (le ghetto du X des années 1970 succédant à la guerre d’Indochine). Punch-Drunk Love reprend volontairement la chanson He needs me interprétée par Shelley Duvall dans Popeye (1980) de Robert Altman, et n'est pas sans rappeler Un couple parfait (1979). Comme Robert Altman (Buffalo Bill et les Indiens – 1976), il a fait son western distancié avec There Will Be Blood.
De son côté, Robert Altman affirmait en avril 2002 que les deux cinéastes américains qui lui semblaient les plus intéressants étaient Wes Anderson (La Famille Tenenbaum) et Paul Thomas Anderson. La présence d’acteurs communs aux génériques de leurs films accentue la perception d’un univers très proche entre les deux auteurs :
- Julianne Moore appartient à leurs deux univers (Cookies fortune et Short cuts pour l’un, Boogie nights et Magnolia pour l’autre) ;
- Emily Watson a tourné Gosford Park pendant le tournage de Punch-Drunk Love ;
- Michael Murphy affiche dans sa filmographie Kansas city et Magnolia ;
- Philip Baker Hall fut un Nixon grotesque et pathétique dans Secret Honor (1984) et le présentateur vedette d'une émission de télévision dans Magnolia (1999).

En outre, si les deux hommes sont de deux générations très distinctes (Altman est né en 1925 dans le Missouri alors qu’Anderson est né à Los Angeles en 1970), ils partagent un goût commun pour un cinéma qui a quelque chose à dire sur le comportement humain. Chez eux, les héros n’ont pas grand-chose d’héroïque (voir ce que deviennent les icônes : Buffalo Bill chez Altman et Tom Cruise chez PTA). Mais le propos diffère significativement. Ainsi, autant Altman revendique haut et fort son regard féroce sur l’American way of life, autant P.T. Anderson est moins sévère (« Je suis sans doute stupide, mais je n’y ai jamais pensé consciemment… Au fond, cela reflète l'idée qu'il est difficile de vivre en Amérique si l'on a des opinions différentes. On peut s'y sentir très seul. Mais cela me plaît bien »). En effet, si l’auteur de M.A.S.H. s’intéresse aux mœurs de communautés pour les dénoncer, le réalisateur de Magnolia s’attarde sur les réactions individuelles, en particulier face à la solitude. Car bien qu'intégrés dans une communauté (la pègre dans Hard Eight, le milieu du cinéma pornographique dans Boogie nights, Los Angeles dans Magnolia et une famille nombreuse dans Punch-Drunk Love), les personnages de P.T. Anderson s’y sentent particulièrement seuls. Pour y remédier, P.T. Anderson propose des solutions, les meilleures (l’amour, la musique) comme les pires (le sexe compulsif, l’accumulation d'argent, la violence).
Contrairement à ce qui est montré dans le cinéma hollywoodien traditionnel, la famille n’est pas exposée comme une solution satisfaisante : la famille accroît encore davantage le sentiment de solitude. Face à ses sept sœurs et à leur mariage réussi, Barry Egan, le héros de Punch-Drunk Love, se sent isolé. De même, Magnolia est construit sur la difficulté de se construire seul par rapport à l’image du père. Et déjà Hard Eight évoquait une relation paternelle sans avenir, qui se construisait entre le héros et un vieil escroc. (Ironiquement, le troisième film de Wes Anderson, La Famille Tenenbaum, est centré également autour d’une famille qui ne cesse d’imploser en réaction à l’attitude du père.)
Cette sensibilité différente est particulièrement perceptible dans une scène commune aux deux auteurs. Dans Short Cuts et Punch-Drunk Love, une américaine occupée à des tâches quotidiennes répond, à titre professionnel, à des hommes qui la sollicitent pour une communication de téléphone rose. Si la scène est franchement comique chez Altman (alors que le film est dramatique), les hommes qui appellent ne sont pas montrés et apparaissent comme des pervers. Au contraire, chez Anderson, bien qu’il s’agisse d’une comédie, le héros qui appelle suscite une certaine compassion.
Dans Docteur T et les Femmes (2000), c’est au tour de Robert Altman de reprendre une idée de son jeune confrère. Le film s’achève par une pluie torrentielle qui tombe sur La Nouvelle-Orléans, directement inspirée de la pluie de crapauds qui s'abattait sur Los Angeles à la fin de Magnolia, qui elle-même était inspirée par le tremblement de terre final de Short Cuts.
Ce rapprochement s'est concrétisé dans le dernier film de Robert Altman, The Last Show (2006), sur lequel Paul Thomas Anderson l'a secondé à la réalisation, en tant que « réalisateur remplaçant » (une obligation des assurances pour couvrir le film alors que Robert Altman était déjà malade). Un an après sort There Will Be Blood, que Paul Thomas Anderson dédie à Robert Altman.

### Autres influences
PTA a une grande admiration pour Stanley Kubrick. Son cinéma se caractérise non seulement par une grande maîtrise de la mise en scène, combinée à une intransigeance et à un perfectionnisme redoutés par ses collaborateurs, mais aussi par la diversité des genres abordés puisque, comme Kubrick, il aime à changer d'univers et de genre pour y apporter une vision originale et personnelle. C'est ce qu'il fait notamment par son approche de la comédie romantique dans Punch-Drunk Love ou du western dans There Will Be Blood. Il reconnaît que Stanley Kubrick a contribué à son intérêt pour l'utilisation de la musique au cinéma (« Chantons sous la pluie dans Orange mécanique, c'est la première fois que je fus si attentif à la musique dans les films »). Invité par Tom Cruise, il passa une journée sur le tournage de Eyes Wide Shut (1999) où il put rencontrer le réalisateur.
Outre l'influence de Robert Altman et de Jonathan Demme, ses films sont influencés par la mise en scène de divers auteurs : Martin Scorsese dans Boogie Nights (la scène finale fait référence à la scène finale de Raging Bull), Jacques Tati et Fred Astaire dans Punch-Drunk Love. Il cite lui-même François Truffaut (pour l'aspect biographique et son amour des acteurs) et Max Ophüls (pour les mouvements de caméra ; il marquera cette référence en réalisant l'introduction de l'édition Criterion du DVD de Madame de…).
Pour There Will Be Blood, Paul Thomas Anderson cite lui-même Le Trésor de la Sierra Madre (1948) de John Huston qu'il a regardé de nombreuses fois avant de tourner. Daniel Day-Lewis, son acteur principal, évoque l'inspiration de la tonalité de la voix de John Huston dans Chinatown.
Network de Sidney Lumet est l'un de ses films préférés.
Il peut chercher aussi son inspiration hors du cinéma : les couleurs et les cadres de Punch-Drunk Love ont fait penser aux tableaux de René Magritte.

## Filmographie

### Courts métrages
- 1988 : The Dirk Diggler Story
- 1993 : Cigarettes and Coffee
- 1998 : Flagpole Special
- 2002 : Couch
- 2003 : Mattress Man Commercial
- 2003 : Blossoms & Blood
- 2013 : Back Beyond
- 2015 : Junun[55]
- 2019 : Anima

### Clips
- Try pour Michael Penn (1997)
- Across the Universe pour Fiona Apple (1998)
- Fast as You Can pour Fiona Apple (1999)
- Save Me pour Aimee Mann (1999)
- Limp pour Fiona Apple (2000)
- Paper Bag pour Fiona Apple (2000)
- Here We Go pour Jon Brion (2002)
- Hot Knife pour Fiona Apple (2013)
- Sapokanikan pour Joanna Newsom (2015)
- Daydreaming pour Radiohead (2016)
- Valentine pour Haim (2017)
- Little of Your Love pour Haim (2017)
- Summer Girl pour Haim (2019)
- Now I'm In It pour Haim (2019)
- Hallelujah pour Haim (2019)
- The Steps pour Haim (2020)
- Man From The Magazine pour Haim (2020)
- Friend of a friend pour The Smile (2024)

### Longs métrages
Sauf indications contraires sont indiqués les longs métrages que P. T. Anderson a lui-même réalisés, écrits et produits.
- 1996 : Double mise (Hard Eight) (n'est pas producteur)
- 1997 : Boogie Nights
- 1999 : Magnolia
- 2002 : Punch-Drunk Love
- 2007 : There Will Be Blood
- 2012 : The Master
- 2014 : Inherent Vice
- 2017 : Phantom Thread[56]
- 2021 : Licorice Pizza[56]
- 2025 : Une bataille après l'autre (One Battle After Another)

## Réception générale

### Accueil critique
| Film                | Metacritic | Rotten Tomatoes | Allociné |
| ------------------- | ---------- | --------------- | -------- |
| Double mise         | 78/100     |                 |          |
| Boogie Nights       | 85/100     |                 |          |
| Magnolia            | 77/100     |                 |          |
| Punch-Drunk Love    | 78/100     |                 |          |
| There Will Be Blood | 92/100     |                 | 4,7/5    |
| The Master          | 86/100     |                 |          |
| Inherent Vice       | 81/100     |                 | 3,5/5    |
| Phantom Thread      | 90/100     |                 | 4,3/5    |
| Licorice Pizza      | 90/100     | 91%             | 4,5/5    |

### Box-office
Paul Thomas Anderson n'a pas connu d'énormes succès commerciaux, même si seul Punch-Drunk Love a été déficitaire. C'est aux États-Unis et en France qu'il rencontre le plus régulièrement son public. À l'inverse, les résultats restent mitigés en Allemagne, en Italie ou en Espagne. Au Royaume-Uni, la situation est plus contrastée, There Will Be Blood ayant connu un large succès (9,2 millions de dollars, soit près du double de son score en France, alors que les autres opus de sa carrière sont généralement en retrait du box-office français).
| Film                | Budget       | États-Unis,  | France          | Monde        |
| ------------------- | ------------ | ------------ | --------------- | ------------ |
| Double mise         | 3 500 000 $  | 222 559 $    | 2 699 entrées   | NC           |
| Boogie Nights       | 15 000 000 $ | 26 400 640 $ | 161 124 entrées | 43 111 725 $ |
| Magnolia            | 37 000 000 $ | 22 455 976 $ | 319 914 entrées | 48 451 803 $ |
| Punch-Drunk Love    | 25 000 000 $ | 17 844 216 $ | 325 993 entrées | 24 665 649 $ |
| There Will Be Blood | 25 000 000 $ | 40 222 514 $ | 642 450 entrées | 76 437 630 $ |
| The Master          | 32 000 000 $ | 16 377 274 $ | 205 963 entrées | 28 258 060 $ |
| Inherent Vice       | 20 000 000 $ | 8 110 975 $  | 135 669 entrées | 14 710 975 $ |
| Phantom Thread      | 35 000 000 $ | 21 051 680 $ | 396 194 entrées | 47 285 384 $ |
| Licorice Pizza      | 40 000 000 $ | 17 318 007 $ | 364 796 entrées | 32 221 770 $ |

- Légendes : Budget (entre 1 et 10 M$, entre 10 et 100 M$ et plus de 100 M$), États-Unis (entre 1 et 50 M$, entre 50 et 100 M$ et plus de 100 M$), France (entre 100 000 et 1 M d'entrées, entre 1 et 2 M d'entrées et plus de 2 M d'entrées) et monde (entre 1 et 100 M$, entre 100 et 200 M$ et plus de 200 M$).

## Distinctions
- British Academy of Film and Television Arts :
  - 1997 : Nomination Meilleur scénario original (Boogie Nights)
  - 2007 : Nomination Meilleur film (There Will Be Blood)
  - 2007 : Nomination Meilleur réalisateur (There Will Be Blood)
  - 2007 : Nomination Meilleur scénario adapté (There Will Be Blood)
  - 2022 : Meilleur scénario original (Licorice Pizza)
- Berlinale :
  - 2000 : Ours d'or (Magnolia)
  - 2008 : Ours d'argent de la meilleure réalisation (There Will Be Blood)
- Festival de Cannes :
  - 2002 : Prix de la mise en scène (Punch-Drunk Love)
- Mostra de Venise :
  - 2012 : Lion d'argent de la meilleure réalisation (The Master)
- Oscars :
  - 1997 : Nomination Meilleur scénario original (Boogie Nights)
  - 1999 : Nomination Meilleur scénario original (Magnolia)
  - 2007 : Nomination Meilleur film (There Will Be Blood)
  - 2007 : Nomination Meilleur réalisateur (There Will Be Blood)
  - 2007 : Nomination Meilleur scénario adapté (There Will Be Blood)
  - 2015 : Nomination Meilleur scénario adapté (Inherent Vice)
  - 2018 : Nomination Meilleur film (Phantom Thread)
  - 2018 : Nomination Meilleur réalisateur (Phantom Thread)
  - 2022 : Nomination Meilleur film (Licorice Pizza)
  - 2022 : Nomination Meilleure réalisateur (Licorice Pizza)
  - 2022 : Nomination Meilleur scénario original (Licorice Pizza)
- Directors Guild of America :
  - 2007 : Nomination Meilleur réalisateur (There Will Be Blood)
- Writers Guild of America :
  - 1997 : Nomination Meilleur scénario original (Boogie Nights)
  - 1999 : Nomination Meilleur scénario original (Magnolia)
  - 2007 : Nomination Meilleur scénario original (There Will Be Blood)